# 薩頓 (北達科他州)
薩頓（英語：Sutton）是位於美國北達科他州格里格斯縣的普查規定居民點。

## 人口
根據2020年美國人口普查的數據，薩頓的面積為0.53平方千米，皆為陸地。當地共有人口17人，而人口密度為每平方千米32.08人。